# Administration de la Dette Publique Ottomane

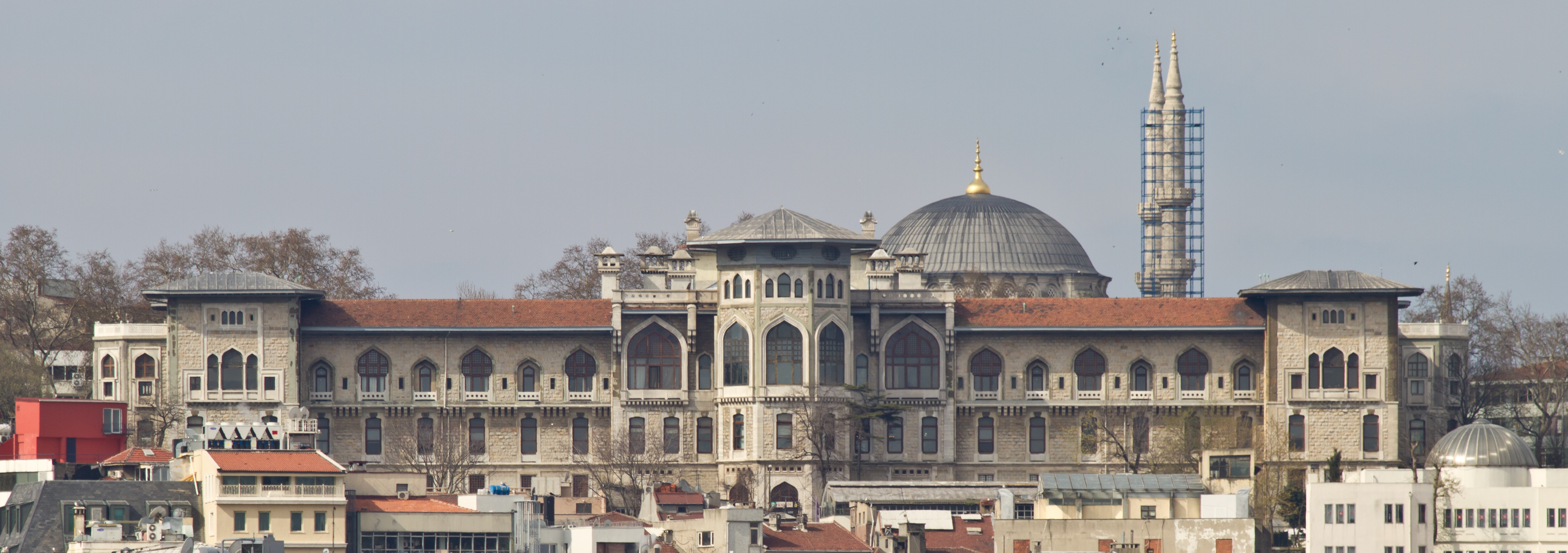
Gebäude der Osmanischen Schuldenverwaltung, heute Gymnasium Istanbul

Die Administration de la Dette Publique Ottomane (osmanisch دیون عمومیهٔ عثمانیه اداره سی İA düyūn-ı ʿumūmīye-yi ʿOs̠mānīye idāresi, deutsch ‚Osmanische Staatsschuldenverwaltung‘) wurde 1881 von den sieben wichtigsten europäischen Mächten gegründet, nachdem das Osmanische Reich 1875 seine Schuldenzahlungen eingestellt und den Staatsbankrott erklärt hatte. Es hatte im europäischen Ausland Anleihen aufgenommen und sich dabei überschuldet. Die Hauptverwaltung der Schuldenverwaltung befand sich in Istanbul in einem nach Plänen von Alexandre Vallaury und Raimondo D’Aronco errichteten Gebäude.

## Hintergrund

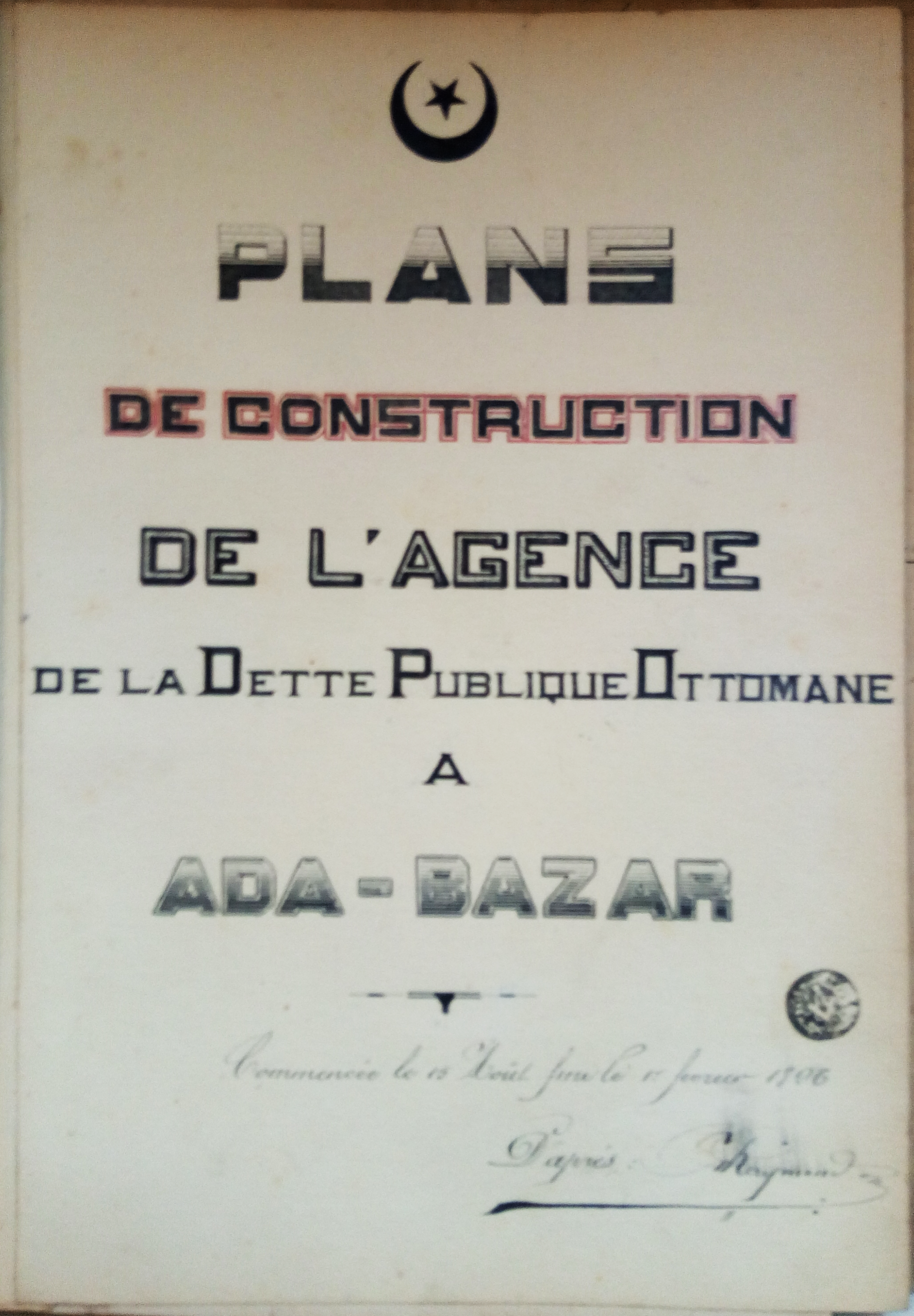
Bauplan der Administration de la Dette Publique Ottomane in Ada-Bazar

Das Osmanische Reich schloss im Jahr 1838 ein Freihandelsabkommen mit Großbritannien ab. Damit mussten einheimische, noch traditionell hergestellte Waren mit den britischen, industriell produzierten und somit billigeren Gütern konkurrieren. Im Laufe der Zeit nahm die finanzielle Abhängigkeit vom Westen durch weitere Kapitulationen zu. 1854 wurde die erste von fünfzehn Auslandsanleihen aufgenommen. Um weitere Finanzkrisen zu bewältigen, verschuldete sich der Staat weiter. Im Jahr 1875 folgte die Zahlungsunfähigkeit. Staatspapiere konnten nur noch mit der Hälfte der Zinsen und Zinseszinsen bedient werden. Schließlich wurde durch das sogenannte Muharram-Dekret vom 20. Dezember 1881 der Conseil d’Administration de la Dette Publique Ottomane (düyūn-ı ʿumūmīye-ʾi ʿOs̠mānīye meclis-i idāresi ‚Verwaltungsrat der osmanischen Staatsschulden‘) gegründet.
Frankreich war mit einem Anteil von 40 % der größte Gläubiger, gefolgt von England mit 29 %, den Niederlanden mit 7,6 %, Belgien mit 7,2 % und dem Deutschen Reich mit 4,7 %.
Die Schuldenverwaltung wurde vollständig von einem europäischen Bankenkonsortium unter britisch-französischer Leitung gesteuert. Es verwaltete die Einnahmen aus wichtigen Steuern des Osmanischen Reiches und verwendete sie zur Rückzahlung der Schulden. Dabei handelte es sich um Steuern auf die Monopole für Tabak, Salz und Alkohol, die Steuern auf Fisch in Istanbul, auf Fisch und Seide in Bursa, Einnahmen aus Stempelmarken und die jährlichen Abgaben mehrerer Provinzen.
Im überwiegend agrarisch geprägten Osmanischen Reich gerieten damit zahlreiche Wirtschaftsbereiche unter die Kontrolle ausländischer Finanzinstitutionen. Dadurch und durch die Schuldenrückzahlungen verloren die osmanischen Reformer wirtschaftspolitischen Spielraum. Das Osmanische Reich konnte den wirtschaftlichen Rückstand gegenüber den europäischen Großmächten nicht mehr aufholen.
Heute befindet sich im Gebäude der ehemaligen Staatsschuldenverwaltung das Gymnasium Istanbul.